# Jubécourt
Ne doit pas être confondu avec Lubécourt.
Jubécourt est un village et une ancienne commune française de la Meuse.

## Histoire
Depuis le 1er juillet 1973 (arrêté préfectoral en date du 22 juin 1973), Jubécourt est rattaché en tant que commune associée à Clermont-en-Argonne.

## Politique et administration
| Période                                  | Période | Identité         | Étiquette | Qualité |
| ---------------------------------------- | ------- | ---------------- | --------- | ------- |
|                                          |         | Olivier Verlet   |           |         |
|                                          |         | Gilbert Pichelin |           |         |
| Les données manquantes sont à compléter. |         |                  |           |         |

## Démographie
| 1906 | 1911 | 1926 | 1936 | 1946 | 1954 | 1962 | 1968 |
| ---- | ---- | ---- | ---- | ---- | ---- | ---- | ---- |
| 191  | 175  | 149  | 125  | 103  | 112  | 103  | 93   |

## Lieux et monuments

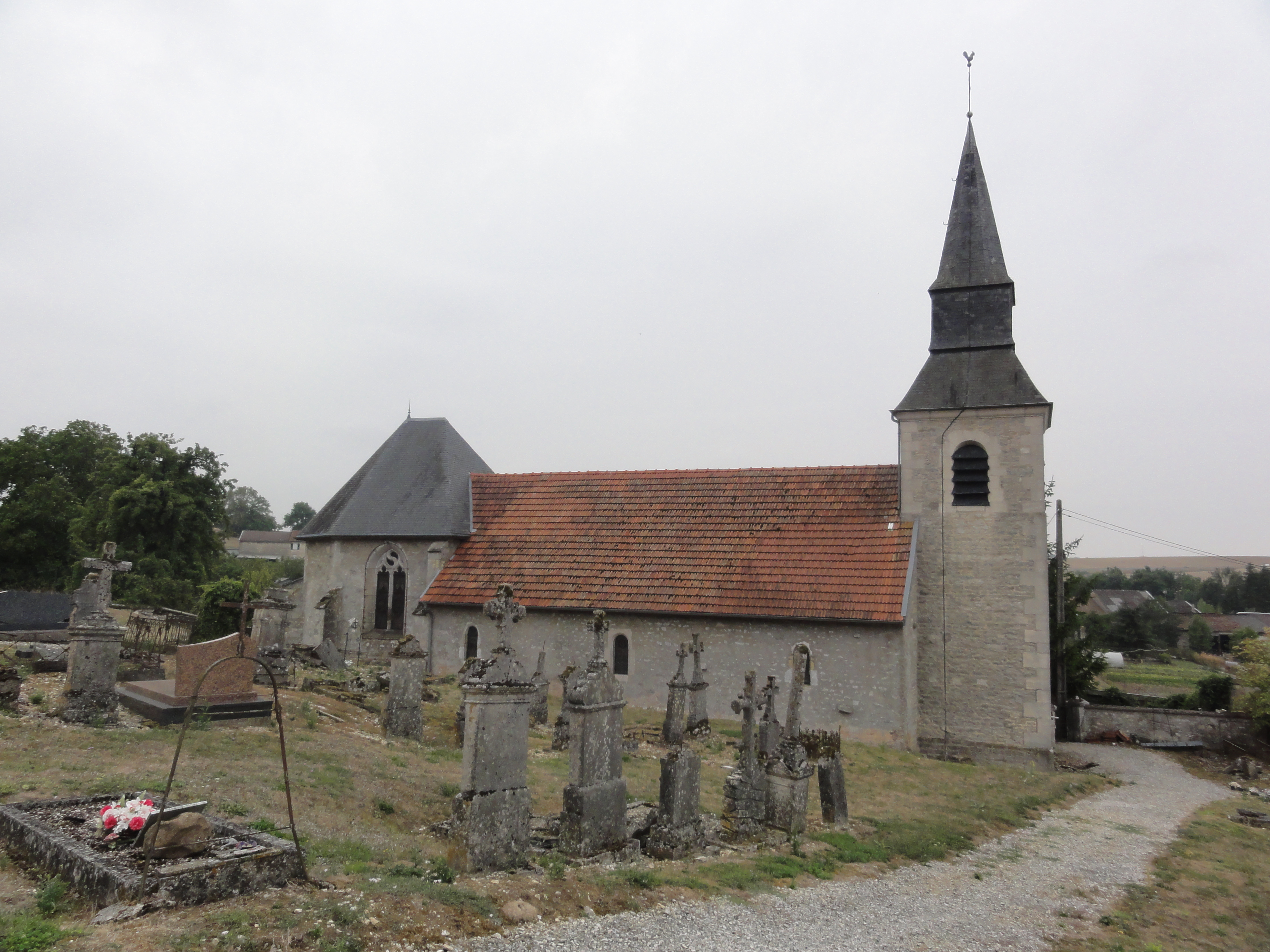
L'église Saint-Michel.
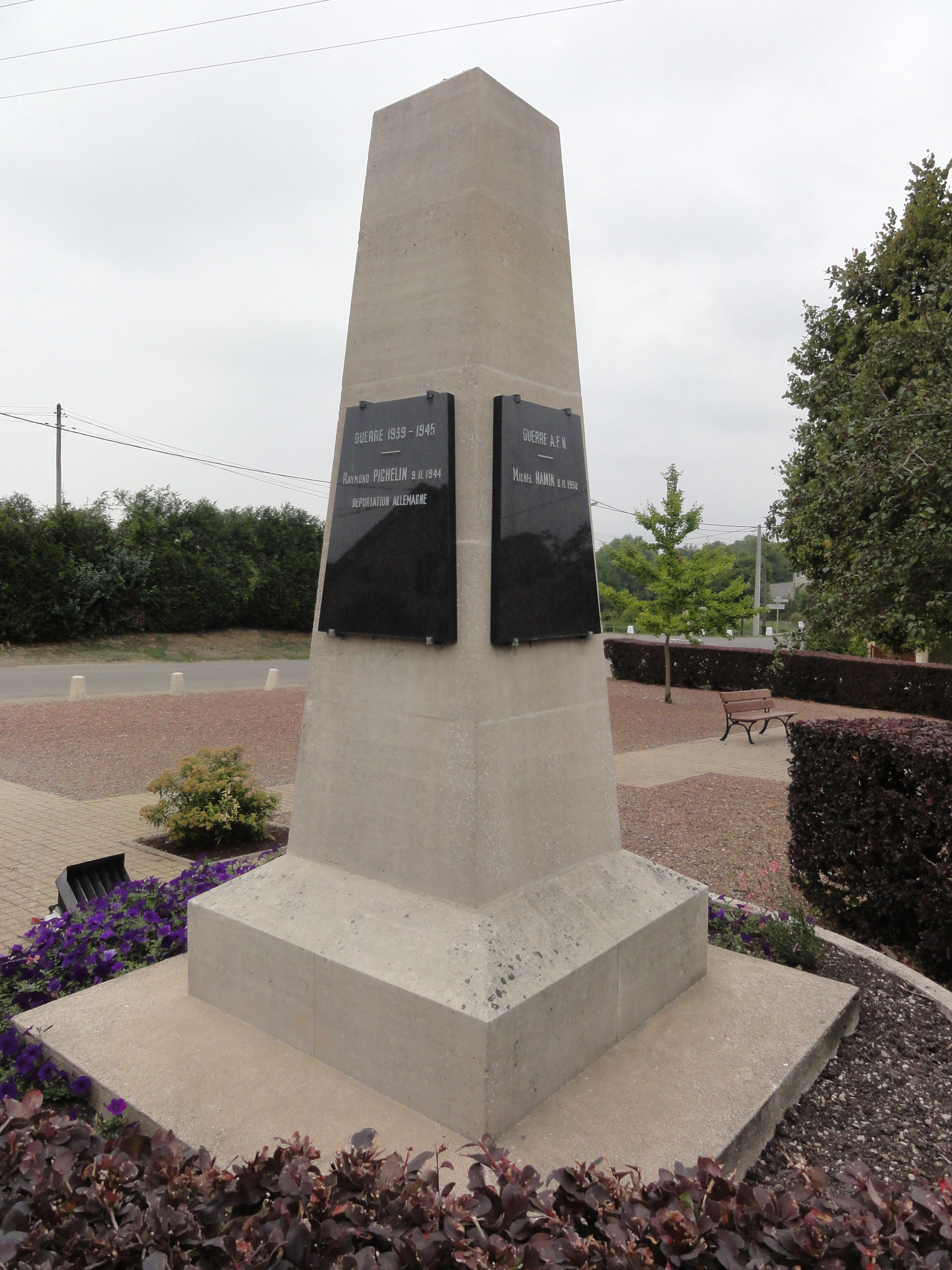
Monument aux morts.
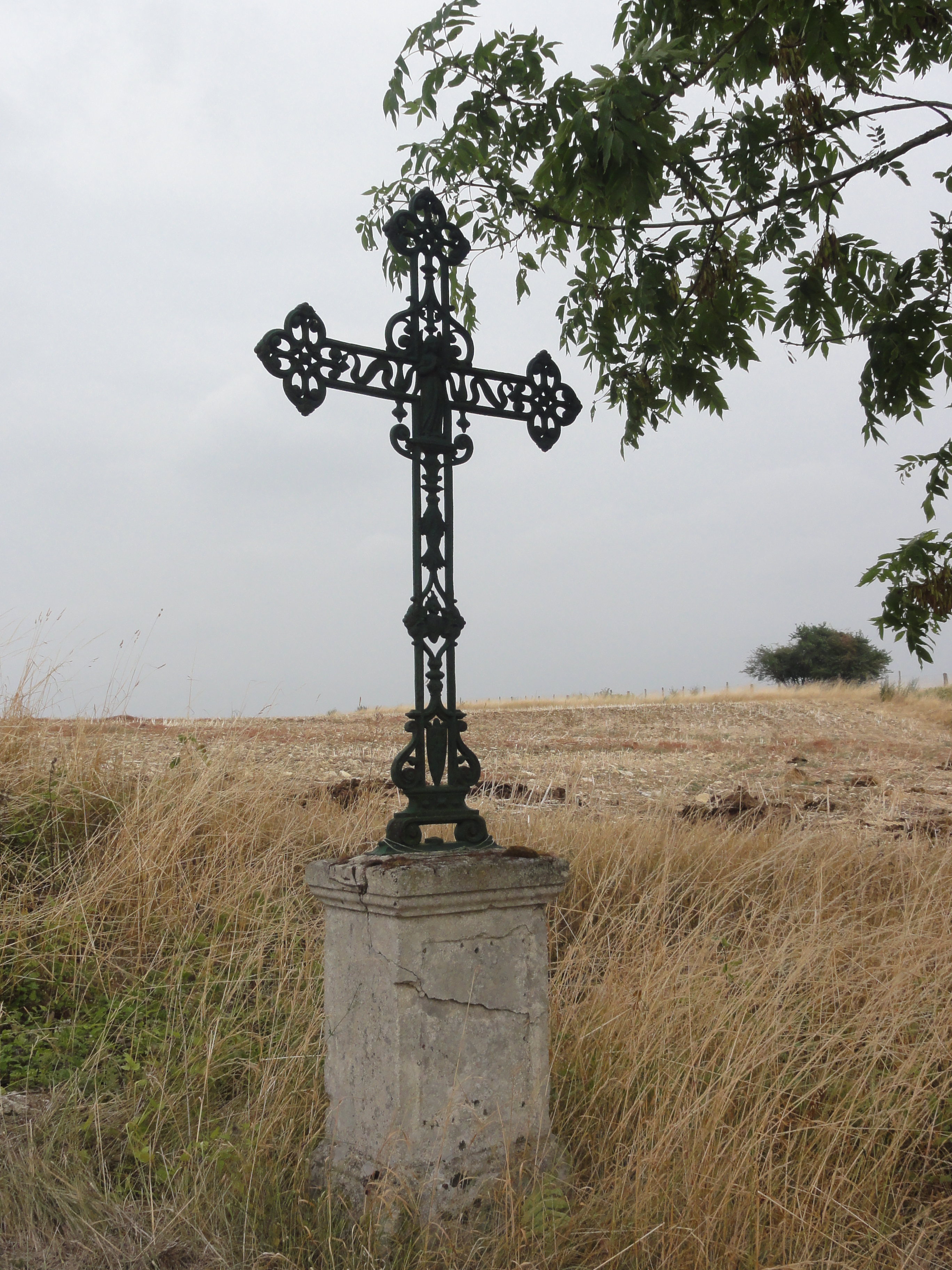
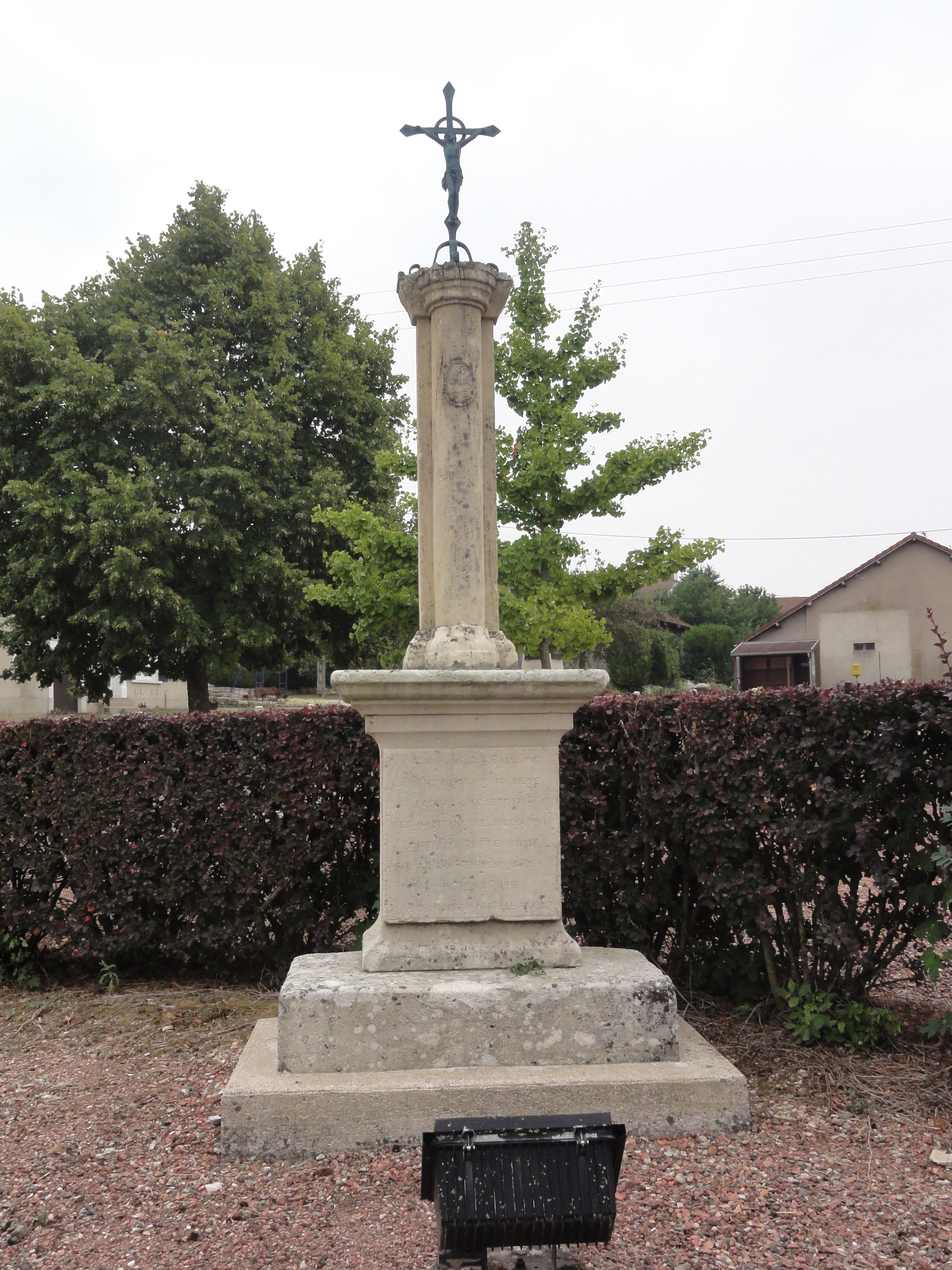